# 萊姆帕拉佛龍屬
萊姆帕拉佛龍屬，又名蘭布羅龍，是基礎蜥腳形亞目恐龍的一屬，也有可能屬於基礎型蜥腳下目，生存於侏羅紀早期的印度。
目前已發現一個接近完整的深體骨骼、以及四個部分身體骨骼，發現於印度中部安德拉邦阿迪拉巴德縣（今屬泰倫加納邦）的達摩蘭組（Dharmaram Formation）地層，地質年代約1億9600萬到1億9000萬年前，相當於侏羅紀早期的錫內穆階。在2007年，印度古生物學家桑卡爾·查特吉（Sankar Chatterjee）等人將這些化石進行敘述、命名，模式種是達摩蘭萊姆帕拉佛龍（L. dharmaramensis），屬名是以印度統計研究所的創立者Pamela Lamplugh為名，種名則是指化石所在的達摩蘭組地層。
萊姆帕拉佛龍是種體型粗壯的大型四足恐龍，身長估計可達10公尺，臀部高度約3公尺。萊姆帕拉佛龍的拇指指爪大型，但沒有明顯的彎曲。根據其身體特徵，顯示牠們與板龍位於相同演化支，但萊姆帕拉佛龍的四肢較長、尾椎神經棘較短、尾椎的人字形骨較長。萊姆帕拉佛龍是貝里肯龍、黑丘龍的近親，比農神龍、槽齒龍還要衍化。